# 케빈 로드리게스
케빈 호세 로드리게스 코르테스(스페인어: Kevin José Rodríguez Cortez, 2000년 3월 4일 ~ )는 에콰도르의 축구 선수로 현재 벨기에 프로 리그의 위니옹 SG에서 공격수로 활약하고 있다.